# Logis de Puygâty
Le château de Puygâty est situé à Chadurie en Charente à environ 20 km au sud d'Angoulême.

## Localisation
Le logis de Puygâty est situé à deux kilomètres au nord-est d'une cuesta du Campanien, et le long de l'ancienne voie romaine de Saintes à Périgueux, le chemin Boisné.

## Historique
Le logis de Puygâty aurait été construit sous Louis XI aux environs de 1465.
Les premières traces tiennent à François de Lage ou de Laage seigneur de Puygâty, conseiller au présidial d'Angoulême au début du XVIe siècle.
Pierre de Arceluz a restauré ce château[réf. nécessaire] dont le logis, les tours, la poterne et l'enceinte ont été inscrits MH le 6 mars 1987.

## Architecture
L'entrée se fait par une poterne d'entrée du XVIIe siècle avec porte cochère et porte piétonne coiffée d'une toiture à quatre pans.
Les communs du XVIIe siècle entourent une vaste cour qui possède deux tours dont une est ancienne.
Une partie du logis date du XVe siècle et comporte deux fenêtres à meneaux. La tourelle carrée renferme l'escalier à vis et sa porte moulurée est surmontée d'une bretèche. L'autre partie du logis a été reconstruite au XIXe siècle.